# Nicolas de Lorraine, duc de Mercœur

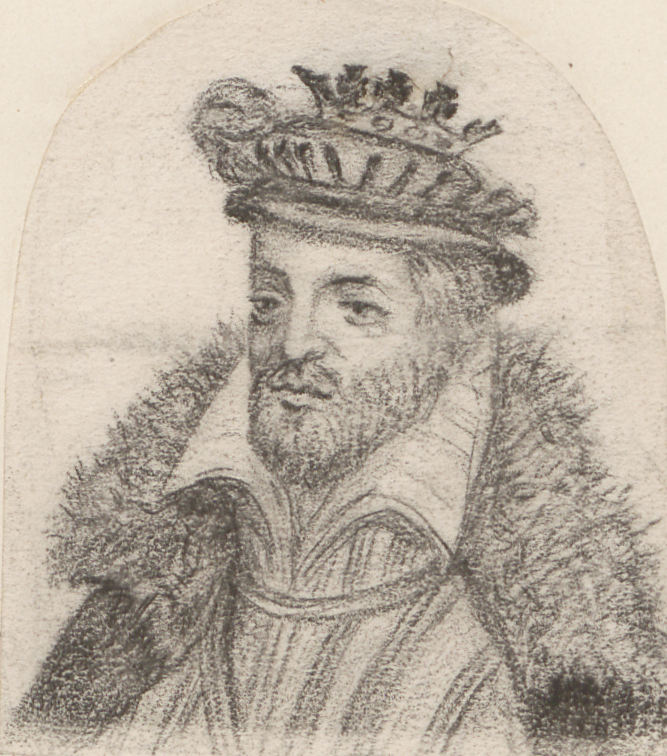
Nicolas de Lorraine, duc de Mercœur

Nicolas de Lorraine, duc de Mercœur (* 16. Oktober 1524 in Bar-le-Duc; † 12. Juni 1577), auch Nicolas de Lorraine-Mercœur oder kurz Nicolas de Mercœur genannt, war zunächst Bischof von Verdun (1544 bis 1547) und Metz (1543 bis 1548), dann Graf von Vaudémont (1548 bis 1577), Herr von Mercœur (1563 bis 1569) und schließlich Herzog von Mercœur (1569 bis 1577).

## Leben
Nicolas war der Sohn Antons II., Herzog von Lothringen, und Renée de Bourbon-Montpensier (1494–1539), deutsch: Renata von Bourbon-Montpensier, Tochter von Gilbert de Bourbon-Montpensier.
Nach dem Tod seines Bruders Franz I. übernahm Nicolas 1545 die Regentschaft für seinen minderjährigen Neffen Karl III. zusammen mit seiner Schwägerin Christina von Dänemark, der Mutter Karls. Im November 1545 entschied die lothringische Adelsversammlung jedoch, dass Christina fortan allein regieren sollte.
1548 gab Nicolas seine Bischofsämter auf und nahm den Titel „Graf von Vaudémont“ an. Zwischen dem Heiligen Römischen Reich unter Kaiser Karl V. und Frankreich unter König Heinrich II. flammten in dieser Zeit erneut kriegerische Auseinandersetzungen auf. Heinrich besetzte 1552 die drei Bistümer. Am 15. April 1552 setzte er Christina ab, die eine Nichte Karls V. war, und ersetzte sie durch den frankophilen Nicolas als Regenten für den damals neunjährigen Herzog Karl III. Dieser übernahm 1559 die Regierungsgeschäfte von seinem Onkel. Nicolas zog sich daraufhin aus dem öffentlichen Leben zurück und sammelte Gemälde, Bücher und Waffen.

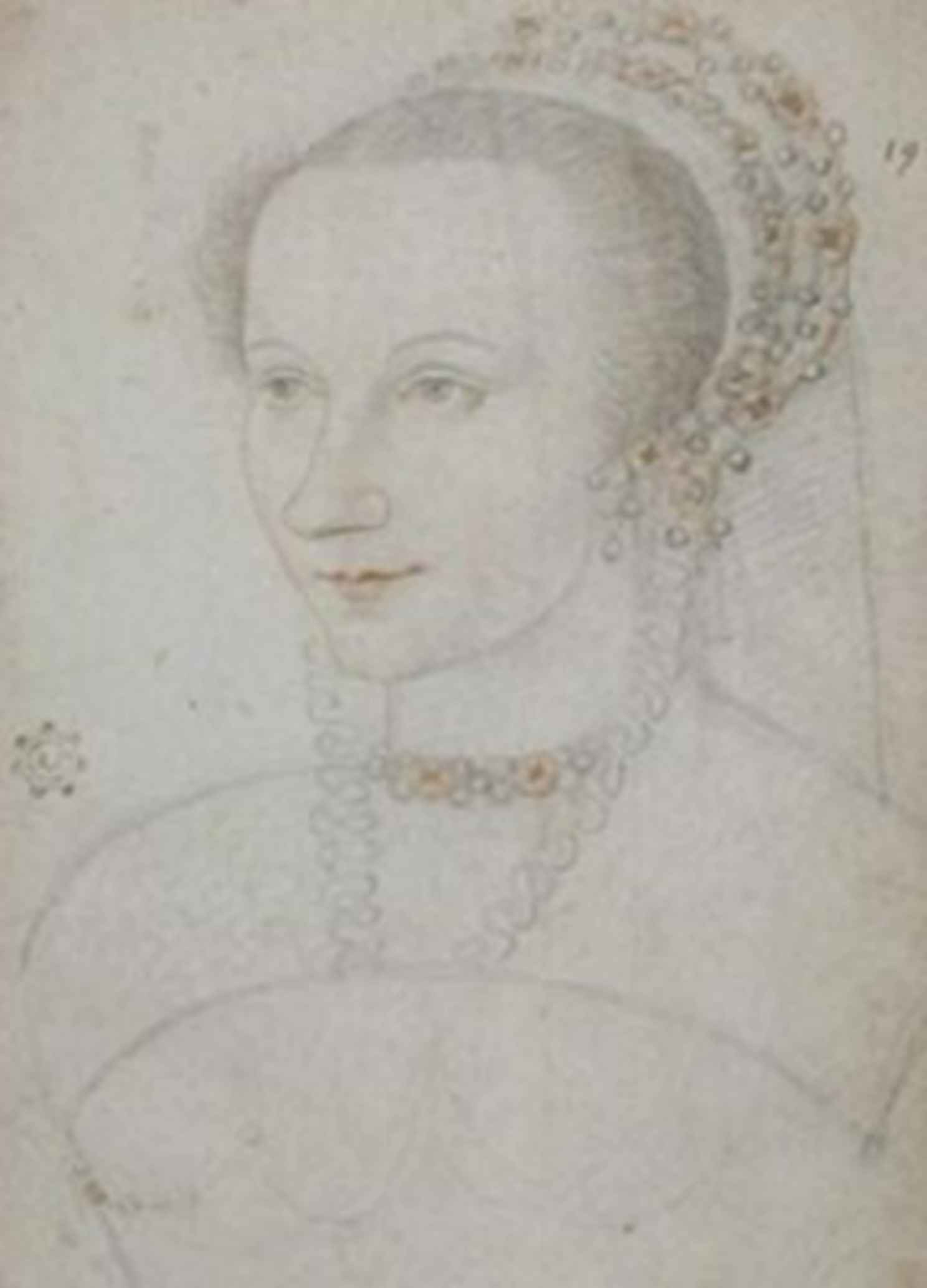
Marguerite d’Egmont

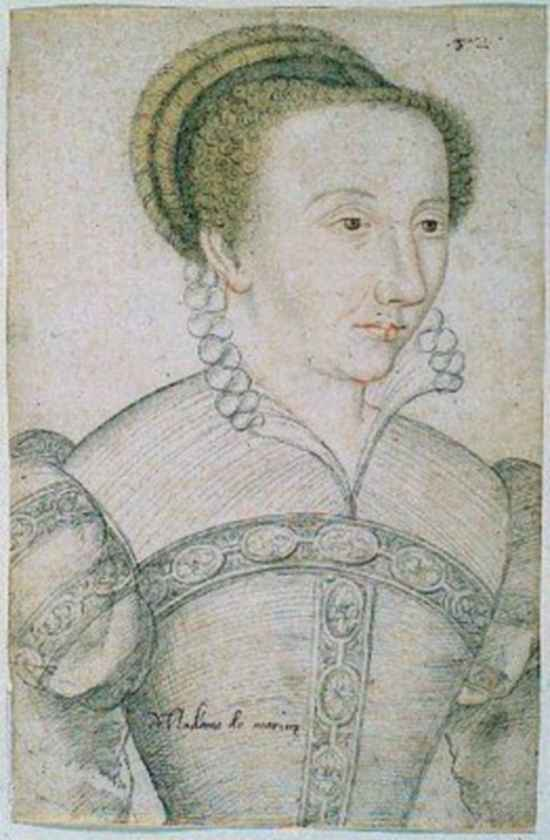
Jeanne de Savoie-Nemours

## Ehen und Nachkommen
Am 1. Mai 1549 heiratete Nicolas in Brüssel Marguerite d’Egmont (1517–1554), Schwester des Grafen Lamoral von Egmond. Aus dieser Verbindung stammen die Kinder:
- Marguerite (* 1550, jung gestorben)
- Catherine (* 1551, jung gestorben)
- Henri (* 1552, jung gestorben), Comte de Chaligny
- Louise (1553–1601), die 1575 den französischen König Heinrich III. (1551–1589) heiratete

Am 24. Februar 1555 heiratete Nicolas in Fontainebleau seine zweite Frau Jeanne de Savoie-Nemours (1532–1568), Tochter des Herzogs Philippe de Savoie, duc de Nemours und seiner Frau Charlotte d’Orleans-Longueville. Die Kinder aus dieser Ehe waren:
- Philippe-Emmanuel de Lorraine (1558–1602), Herzog von Mercoeur
- Charles (1561–1587), Kardinal, Bischof von Toul und Verdun
- Jean (* 1563, jung gestorben)
- Marguerite (1564–1625)

⚭ 1) 1581 mit Anne, Herzog von Joyeuse
⚭ 2) 1599 mit François de Luxembourg († 1613), Herzog von Piney
- Claude (* 1566, jung gestorben)
- François (1567–1596)

Seine dritte Ehe schloss Nicolas am 15. Mai 1569 mit Catherine de Lorraine (1550–1606), Tochter Claudes II. de Lorraine, Herzog von Aumale, und Louise de Brézé. Ihre Kinder waren:
- Antoine (1572–1587)
- Henri de Lorraine-Chaligny (1570–1600)
- Christine (1571, jung gestorben)
- Louise (1575, jung gestorben)
- Éric (1576–1623), Bischof von Verdun (1595–1611)